# 海洋熱
《海洋熱》《海洋熱2》（英語：Ocean Fever）是由龍男·以撒克·凡亞思導演拍攝的系列紀錄片，本系列影片的拍攝題材為貢寮國際海洋音樂祭，一個每年於福隆海水浴場舉行的音樂活動。
《海洋熱》紀錄了芒果跑、Hotpink、圖騰等等樂團，參與比賽的心態及歷程，企圖藉由鏡頭感動未曾參加過海洋音樂祭或不聽搖滾樂的人。本片榮獲2004年台北電影節評審團特別獎，以及觀眾票選最佳影片。
《海洋熱2》紀錄了樂團台下生活，也試圖採訪樂迷、工作人員以及當地居民。導演龍男期待以更多元角度來探討貢寮國際海洋音樂祭的意義與影響力。
《海洋熱2》為首屆「ho-hi-yan音樂影展」閉幕片，於2005年7月19日在台北縣政府多功能集會堂放映，同時也是這部影片的首次公開播出。

## 《海洋熱》參展紀錄
- 2004年台灣國際紀錄片影展
- 2004年韓國釜山國際影展觀摩影片
- 2004年台北電影節 評審團特別獎、觀眾票選最佳影片
- 2005年日內瓦黑色電影節

## 外部連結
- 開眼電影網上《海洋熱》的資料（繁體中文）
- 豆瓣电影上《海洋熱》的資料 （简体中文）